# Régiment d'Artois cavalerie
Pour les articles homonymes, voir régiment d'Artois (homonymie).
Le régiment d’Artois cavalerie est un régiment de cavalerie du royaume de France créé en 1665 sous le nom de régiment de Baleroy de Choisy cavalerie, devenue sous la Révolution le 9e régiment de cuirassiers.

## Création et différentes dénominations
- décembre 1665 : création du régiment de Baleroy de Choisy cavalerie
- 24 mai 1668 : licencié
- 6 août 1671 : rétablissement du régiment de Baleroy de Choisy cavalerie
- 1672 : renommé régiment de Courcelles cavalerie
- 1674 : renommé régiment de Villars cavalerie
- 8 août 1679 : réformé
- 15 janvier 1684 : rétablissement du régiment de Villars cavalerie
- 20 mars 1688 : renommé régiment d’Anjou cavalerie
- 10 septembre 1753 : renommé régiment d’Aquitaine cavalerie
- 1er décembre 1761 : renforcé par incorporation du régiment de Vaussieux-Hericy cavalerie et renommé régiment d’Artois cavalerie[1]
- 1er janvier 1791 : renommé 9e régiment de cavalerie
- 24 septembre 1803 : renommé 9e régiment de cuirassiers
- 1815 : licencié

## Équipement

### Drapeaux
6 étendards « de soye bleue, Soleil d’or au milieu, les armes d’Anjou, & fleurs de lys brodées d’or aux coins, & frangez d’or ».

Étendard du régiment d’Aquitaine cavalerie
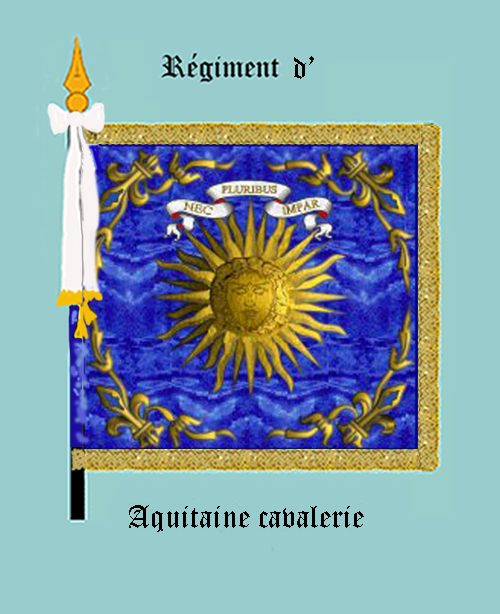
étendard vers 1750, avers
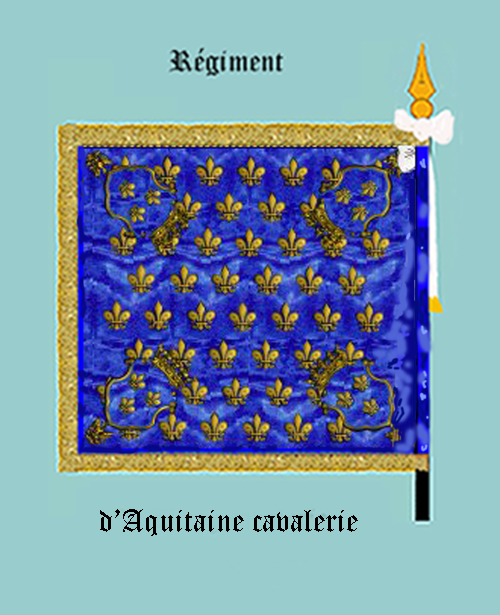
étendard vers 1750, revers

### Habillement

Uniformes
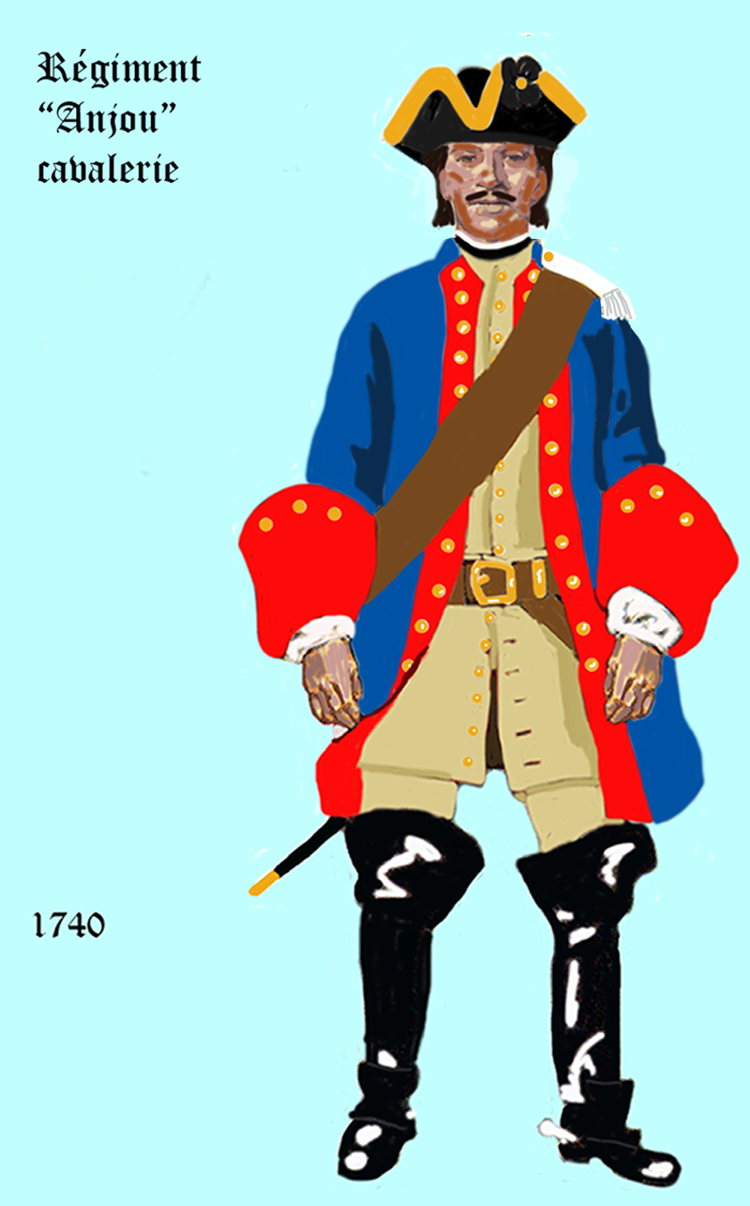
de 1740 à 1757
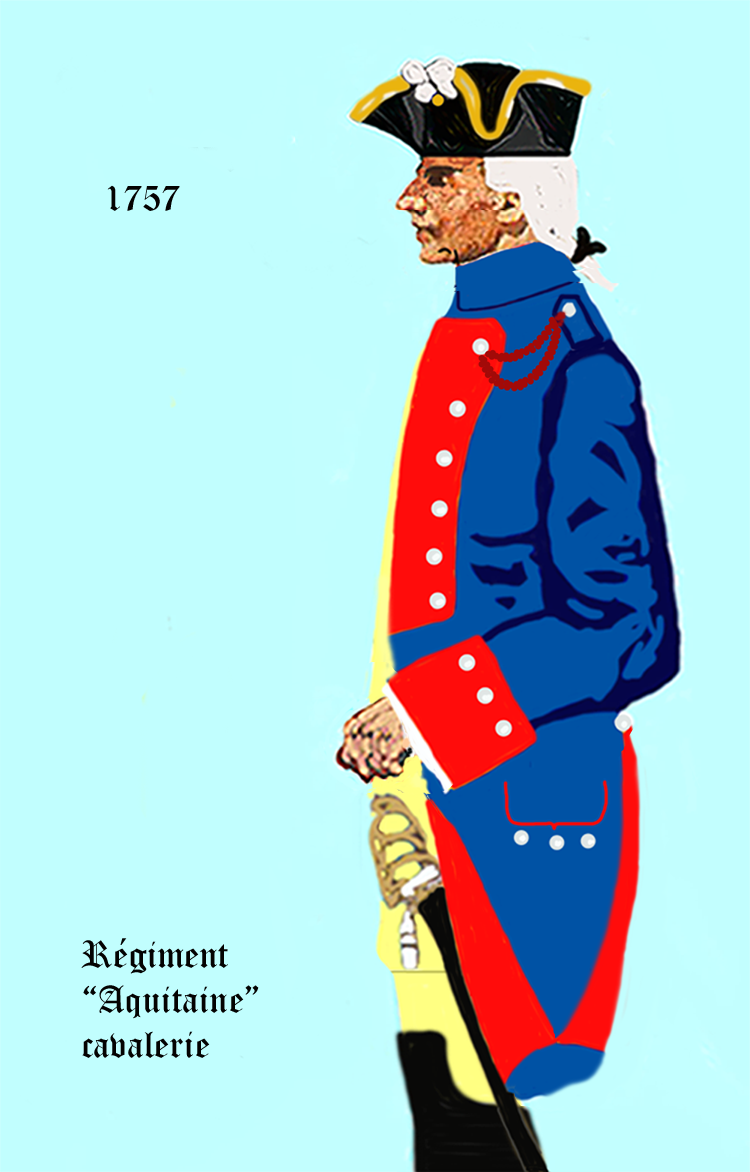
de 1757 à 1762

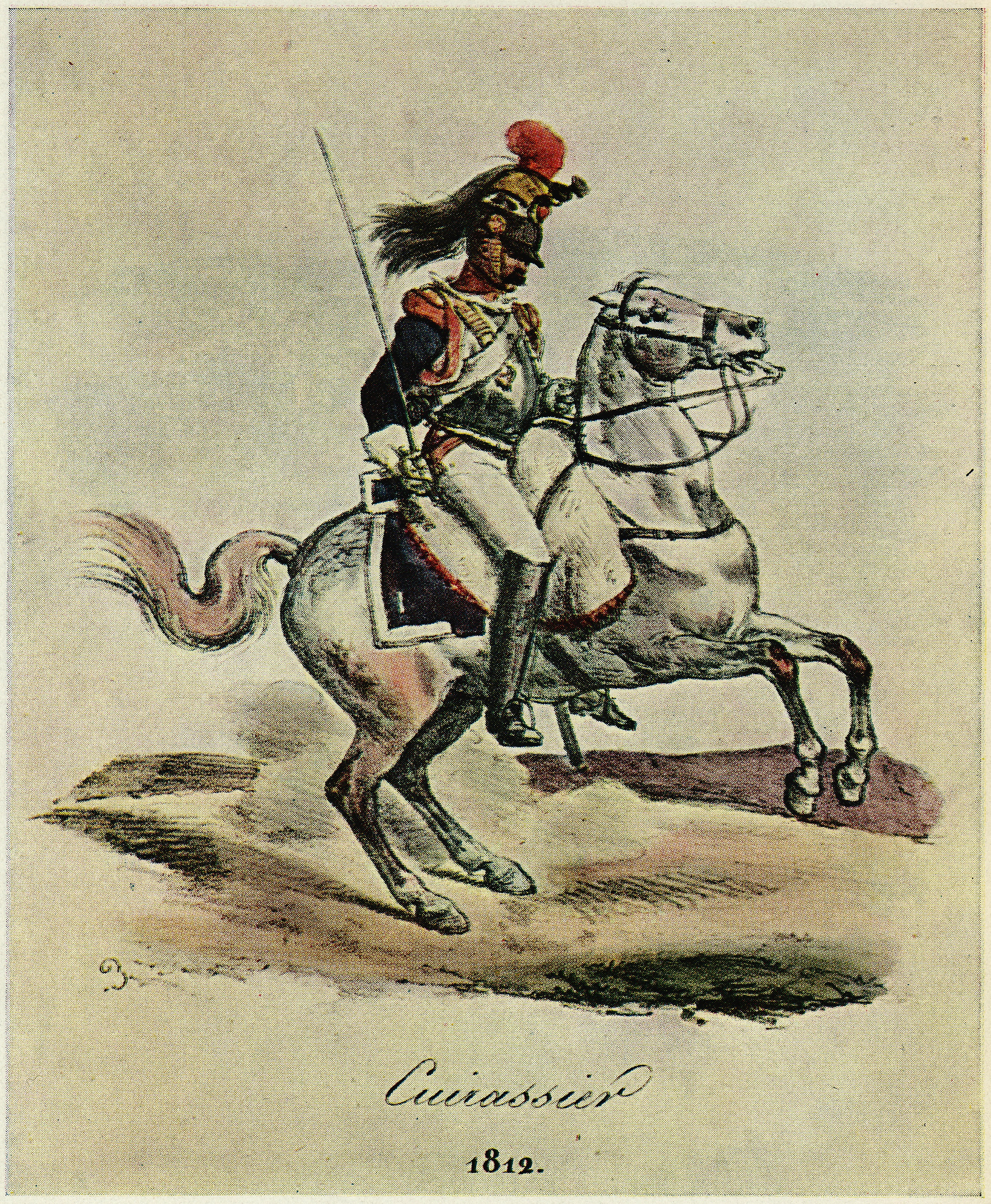
Cuirassier en 1812, illustration de Collection des Uniformes des Armées françaises de 1791 à 1814, Paris 1822

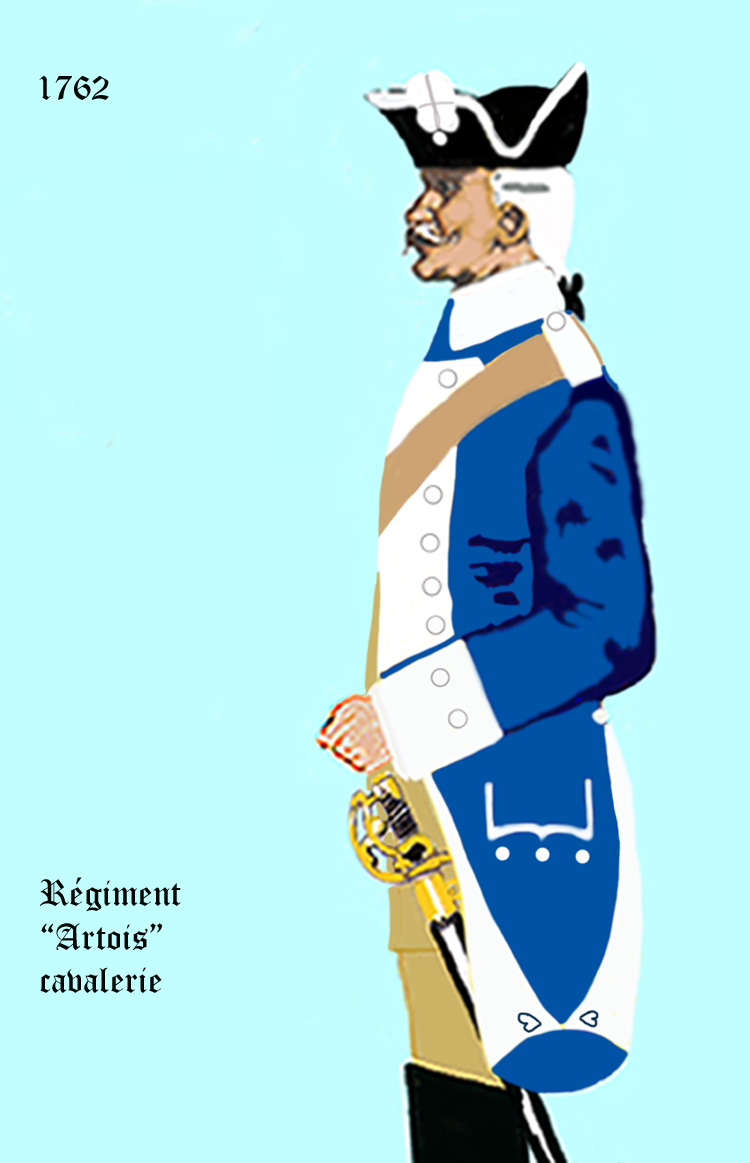
régiment d’Artois cavalerie de 1762 à 1767

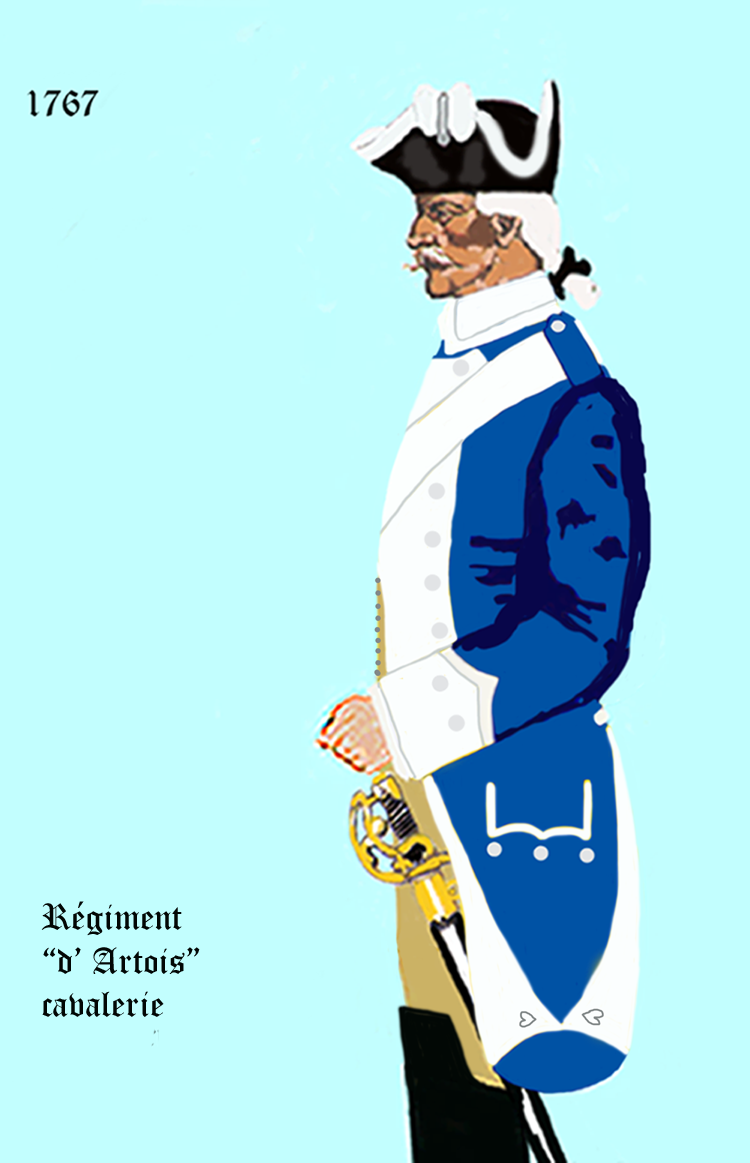
régiment d’Artois cavalerie de 1767 à 1776
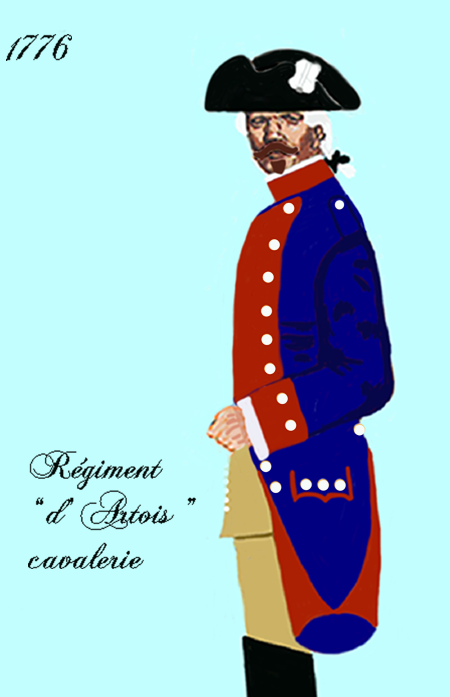
régiment d’Artois cavalerie de 1776 à 1779
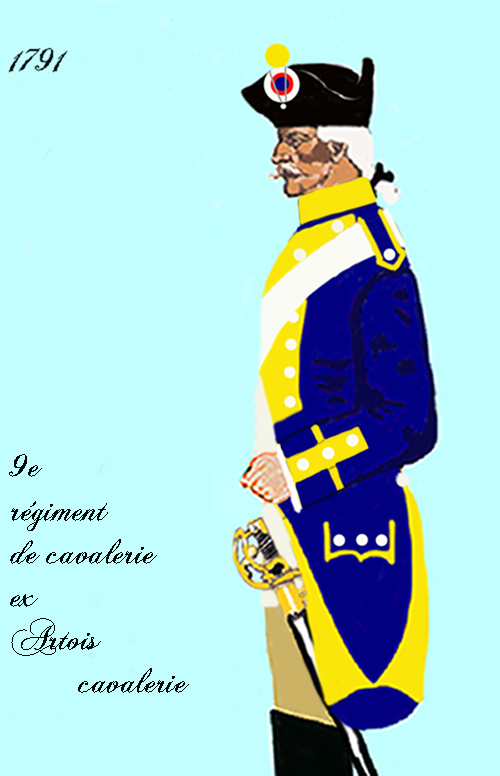
9e régiment de cavalerie à partir de 1791

## Historique

### Mestres de camp-lieutenants et colonels
- 7 décembre 1665 : N. de Baleroy de Choisy
- 1672 : Charles de Champlay, marquis de Courcelles
- 25 août 1674 : Claude Louis Hector, marquis de Villars, brigadier de cavalerie le 24 août 1687, maréchal de camp le 10 mars 1690, lieutenant-général le 18 juillet 1701, maréchal de France en 1702, † 17 juin 1734
- 28 août 1688 : Charles Nicolas de Créqui, marquis de Blanchefort, maréchal de camp le 3 janvier 1696, † 16 mars 1696
- 5 décembre 1696 : N., comte d’Auroy
- 1er mai 1704 : Jacques de Chabannes, marquis de Curton
- 23 mars 1707 : François Philippe, marquis de Scorailles, brigadier le 10 février 1704, maréchal de camp le 14 février 1711, † mars 1724
- décembre 1712 : N. Le Tellier, marquis de Louvois
- 1719 :Louis-Antoine de Gontaut, duc de Biron
- 13 octobre 1732 : Anne Louis Henri de Thiard, marquis de Bissy, maréchal de camp le 20 février 1743, lieutenant-général le 1er janvier 1748, † 3 mai 1748
- 11 mars 1736 : Charles François Elzéar, marquis de Vogué, maréchal de camp le 1er janvier 1748, lieutenant-général le 28 décembre 1758
- 20 juillet 1746 : Jean-Baptiste Mahuet de Luppécourt-Drouville

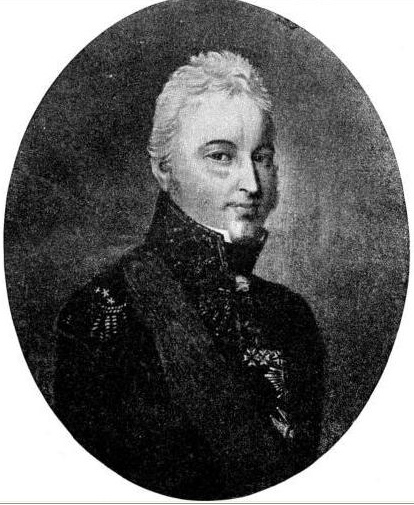
Étienne Marie Antoine Champion de Nansouty.

- 10 octobre 1755 : Jean Bretagne Charles Godefroi, duc de La Trémouille
- 3 janvier 1770 : Louis Mathieu Benoît, baron de Fumel
- 10 mars 1788 : Louis Antoine Paul, vicomte de Bourbon-Busset
- 5 février 1792 : Gabriel Badda de Bodosalva
- 29 octobre 1792 : Jean-Claude Loubat de Bohan, (général de brigade : 20 mai 1793)
- 9 novembre 1793 : Étienne Marie Antoine Champion de Nansouty
- 3 septembre 1799 : Jean-Pierre Doumerc

### Campagnes et batailles

#### Régiment d'Artois cavalerie
- Guerre de Dévolution 1667-1668
- Siège de Luxembourg (1684)
- Guerre de la Ligue d'Augsbourg 1688-1697
- Guerre de Succession d'Espagne 1701-1713
- Guerre de Succession d'Autriche 1740-1748
- Guerre de Sept Ans 1756-1763 - Bataille de Corbach

#### 9erégiment de cavalerie
Le 9e régiment de cavalerie a fait les campagnes de 1792 à 1794 à l’armée du Rhin.
Il a fait les campagnes des ans IV et V à l’armée de Rhin-et-Moselle ; an VI aux armées de l’Ouest et de Mayence ; an VII aux armées de Mayence, du Danube et du Rhin ; ans VIII et IX à l’armée du Rhin. Faits d’armes : bataille d’Hochstedt et passage du Danube, les 19 et 22 juin 1800.
- Campagnes de la Première Coalition (1792-1797)
  - En 1792, Combat de Limbourg (1792)
  - En 1793, combats d'Oberflersheim, de Landau,et de Gambsheim
  - En 1794 : La Rehutte et Schwegenheim
  - En 1796 (Armée de Rhin-et-Moselle) :Neresheim et Bataille de Biberach
- Deuxième Coalition (1798-1800) : en 1800, Bataille d'Höchstädt et Bataille de Hohenlinden

### Quartiers
- Moulins[2]